# Rachad Chitou
Rachad Chitou (Allahé, 18 de setembro de 1976) é um futebolista beninense que atua como goleiro.

## Carreira
Rachad Chitou representou o elenco da Seleção Beninense de Futebol no Campeonato Africano das Nações de 2010.